# 香埠路
香埠路是中國廣東省珠海市香洲區的一条一般道路，南邊從先烈路旧农业银行路口開始，一直向北去到乐园路的交界处。道路全长约420米，宽约16米。这条路是珠海历史悠久的道路，也是珠海的步行街之一。

## 历史
- 1909年（宣统元年）4月23日：香洲开埠，建成此路，命名为新埠路。[2][3]
- 1961年：珠海县治迁至香洲后逐步修建此路面，称新港路。
- 1985年：更名为现名至今，含该路历史之意。
- 2002年：被定为珠海商业步行街。[4]

## 途经道路
- 顺序由南往北排列
- 先烈路
- 朝阳路
- 乐园路